# 迪娜拉·庫利巴耶娃
迪娜拉·努爾蘇丹諾芙娜·庫利巴耶娃（1967年8月19日—），哈薩克總統努尔苏丹·纳扎尔巴耶夫的二女兒與女商人。
雖甚少出現在公眾，但她是哈薩克第四富有的人，估計資產有1.3亿美元。
她也是另一位哈薩克富商鐵木爾·庫利巴耶夫的妻子，與他有一個兒子和兩個女兒。庫利巴耶夫也是哈薩克第三富有和世界排行第973富有的人。